# Delaney & Bonnie
Delaney e Bonnie foram um duo musical americano, cantores e compositores, 
Delaney and Bonnie Bramlett. 
Em 1969 e 1970 lideraram um grupo de rock/soul, quais membros em diferentes épocas incluíram Duane Allman, Gregg Allman, George Harrison, Leon Russell, Bobby Whitlock, Dave Mason, Rita Coolidge, King Curtis, e Eric Clapton.
O grupo acabou definitivamente após o divórcio do casal em 1973.

## Discografia
- Home - Stax, 1969
- The Original Delaney & Bonnie & Friends (Accept No Substitute) - Elektra, 1969
- On Tour with Eric Clapton - Atco, 1970 (album original) Rhino, 2010 (4 CD boxed set - editição limitada)
- To Bonnie from Delaney - Atco, 1970
- Motel Shot - Atco, 1971
- D&B Together - Columbia/CBS, 1972
- The Best of Delaney & Bonnie - Atco, 1972 / Rhino, 1990 (coletânea)